# Giovani Calciatori Vigevanesi 1931-1932
Questa pagina raccoglie i dati riguardanti la Giovani Calciatori Vigevanesi nelle competizioni ufficiali della stagione 1931-1932.

## Rosa
| N. |                   | Ruolo | Calciatore        |
| -- | ----------------- | ----- | ----------------- |
|    | Italia (bandiera) | A     | Stefano Aigotti   |
|    | Italia (bandiera) | A     | Piero Antona      |
|    | Italia (bandiera) | A     | Angelo Azzimonti  |
|    | Italia (bandiera) | P     | Natale Balossino  |
|    | Italia (bandiera) | D     | Ugo Bonzano       |
|    | Italia (bandiera) | C     | Pietro Buscaglia  |
|    | Italia (bandiera) | D     | Bruno Colombo     |
|    | Italia (bandiera) | D     | Vincenzo Coppo    |
|    | Italia (bandiera) | P     | Giovanni De Carli |

| N. |                   | Ruolo | Calciatore          |
| -- | ----------------- | ----- | ------------------- |
|    | Italia (bandiera) | C     | Giacometti          |
|    | Italia (bandiera) | A     | Renzo Gobbi         |
|    | Italia (bandiera) | A     | Luigi Leone         |
|    | Italia (bandiera) | A     | Maurizio Monticelli |
|    | Italia (bandiera) | C     | Salvatore Musmeci   |
|    | Italia (bandiera) | D     | Giovanni Renati     |
|    | Italia (bandiera) | C     | Valentino Sala      |
|    | Italia (bandiera) | A     | Oliviero Silvestri  |
|    | Italia (bandiera) | C     | Oreste Tosini       |